# زالاتارنوک
زالاتارنوک (به مجاری:  Zalatárnok) یک منطقهٔ مسکونی در مجارستان است که در زالا واقع شده‌است.